# Vota la voce 1990
La 18ª edizione di Vota la voce è andata in onda su Canale 5 dal Teatro Romano di Fiesole il 21 settembre del 1990.
Conduttori furono Red Ronnie e Maria Teresa Ruta.
Vincitori dell'edizione furono: Eros Ramazzotti (miglior cantante maschile), Mietta (miglior cantante femminile), Pooh (miglior gruppo), Marco Masini (miglior rivelazione), Bob Geldof (miglior cantante straniero), Amedeo Minghi e Mietta (premio speciale).

## Cantanti partecipanti
- Amedeo Minghi e Mietta - Vattene amore
- Dave Stewart and The Spiritual Cowboys - Jack Talking
- Eros Ramazzotti e Antonella Bucci - Amarti è l'immenso per me
- Enrico Ruggeri - Cielo nero
- Duran Duran - Violence of Summer
- Toto Cutugno - Insieme: 1992
- Pooh - Uomini soli
- Marco Masini - Disperato
- Francesco Baccini e Ladri di Biciclette - Sotto questo sole
- Gianni Morandi - Bella signora
- Vasco Rossi - Guarda dove vai
- Bob Geldof - The Great Song of Indifference
- Gino Paoli - Albachiara
- Edoardo Bennato - Rinnegato
- Ron - Piove
- Mango - Nella mia città
- Tullio De Piscopo - Jastaò
- Fabio Concato - Speriamo che piova